# Cantors funktion
Cantors funktion är en fraktalfunktion som definierad på intervallet [0,1]. Funktionen är kontinuerlig, men inte absolut kontinuerlig. På så sätt utmanar den kontinuitetsbegreppet. Funktionen är uppkallad efter matematikern Georg Cantor. Funktionen är speciell så till vida att den växer från 0 till 1 på intervallet [0 , 1] men ändå har en kurvlängd på exakt 1.

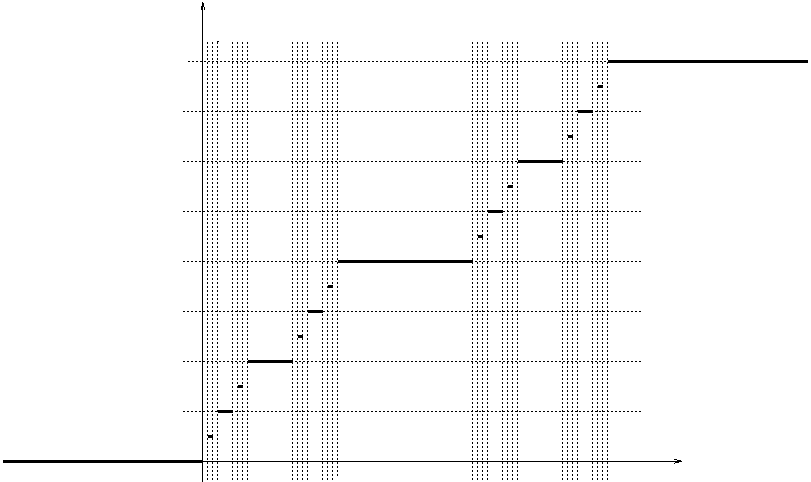
Cantors funktionen på intervallet i [0, 1

## Cantormängden
Cantormängden kan kortfattat beskrivas med att man tar intervallet [0 , 1] och delar upp det i tre underintervall. Det mittersta intervallet tas sedan bort och de två återstående intervallen delas upp i tre nya o.s.v. Denna procedur pågår in i oändligheten. Cantors funktionen definieras på så sätt att den antar de mittersta intervallen, som tas bort ur cantormängden. Dessa intervall antar de konstanta värden som fås genom att ta medelvärdet av randvärdena. 
Cantors funktion är ett specialfall av Djävulstrappan men med basen 3, d.v.s. intervallen delas upp enligt cantormängden i tre nya intervall.

## Definition
Enligt ett bevis av Donald R. Chalice (1991) kan Cantors funktion f : [0,1] → [0,1] beskrivas som den växande funktionen på intervallet [0 , 1] som uppfyller följande tre kriterier:
1. f(0) = 0
2. f(x/3) = f(x)/2
3. f(1 - x) = 1 - f(x)

För att beräkna värdet av Cantors funktion f(x) , utför följande åtgärder:
1. Uttryck x i basen 3.
2. Om x då innehåller en 1:a, byt då ut alla nästkommande siffror mot 0:or.
3. Ersätt alla 2:or mot 1:or.
4. Det tal som erhålls av ovanstående åtgärder ska sedan utläsas i basen 2, vilket kommer generera funktionsvärdet f(x) för ditt angivna x.

## Egenskaper
Nästan alla punkter på funktionskurvan har derivatan noll. Men ur funktionens graf kan man utläsa att funktionen är växande och den antar alla värden mellan 0 och 1 för alla x mellan 0 och 1. För att bevisa att funktionen är kontinuerlig på hela intervallet [0 , 1] måste man visa att varje mindre intervall, som fås genom uppdelningen, är slutna intervall. En bevisidé skulle kunna illustreras genom att betrakta funktionen på följande sätt: Inledningsvis har vi ett intervall [0 , 1] som vi delar i 3 mindre intervall. Då kommer en gränspunkterna vara x = 1/3 och x = 2/3 för det mittersta intervallet. Vi testar genom att insätta gränspunkterna i funktionen och får funktionsvärdet enligt ovanstående beskrivning.
{\displaystyle f(1/3)=f(0.1)=(0.1)_{2}=1/2.}
och samtidigt är
{\displaystyle f(2/3)=f(0.2)=(0.1)_{2}=1/2}

Cantors funktionen på intervallet i [0, 1

Vi ser då att intervallet är slutet och konstant eftersom f(1/3) = f(2/3) . Vi kan anta att om vi skulle göra samma beräkningar på alla de övriga intervallen och dess gränspunkter skulle samma sak rimligtvis gäller för dem. Med detta som argumentation kan vi påstå att cantors funktionen är kontinuerlig på hela intervallet [0 , 1]. Och eftersom vi ser att varje intervall kommer att vara konstant blir derivatan noll i nästan alla punkter på funktionen. Det går dock inte att derivera hela funktionen p.g.a funktionens alla odefinierade punkter.
Intressant att notera är då att kurvans totala längd kommer att vara exakt 1 trots att funktionen växer från 0 till 1 på intervallet [0 , 1]. 

### Absolutkontinuitet
Absolutkoninuitet är ett hårdare krav än kontinuitet. Vi gör en enkel jämförelse av begreppen. Kontinuitet innebär att en funktion antar alla värden på ett givet intervall, medan absolutkontinuitet innebär att det finns en ändlig derivata på ett givet intervall. Cantors funktion antar, som vi sett, alla värden på deras definierade intervall, så den är kontinuerlig. Eftersom derivatan på funktionen inte är definierad, d.v.s i vissa punkter på funktionen är derivatan oändlig, är funktionen inte absolutkontinuerlig.